# Song Chang-eui
Đây là một tên người Triều Tiên, họ là Song.
Song Chang-eui (sinh ngày 24 tháng 1 năm 1979) là một nam diễn viên người Hàn Quốc. Song Chang-eui khởi nghiệp năm 2002 nhưng phải đến năm 2007, tên tuổi của anh mới liên tục được nhắc đến trong làng giải trí với vai Joon Woo trong bộ phim Cô dâu vàng, chính là bước ngoặt trong sự nghiệp của Song Chang-eui.
Sau đó, anh còn ghi dấu ấn mạnh và khó phai trong lòng khán giả khi hóa thân là bác sĩ đồng tính trong Cuộc sống tươi đẹp. Với màn hóa thân xuất sắc, anh lấy đi không biết bao nước mắt của khán giả. Vai diễn của Song Chang-eui đã chinh phục được trái tim của người xem đến mức có người còn nghi ngờ giới tính thật của anh chàng vào lúc đó. Song Chang-eui sở hữu gương mặt điển trai với đôi mắt hí nhỏ nhưng thu hút ánh nhìn của người đối diện. Song Chang-eui luôn hướng tới mục tiêu trở thành diễn viên có thể đảm đương tất cả nhân vật, không muốn mình đóng khung trong hình tượng nào cả. Bởi tình yêu và lòng đam mê diễn xuất, Song Chang-eui nhanh chóng được khán giả thừa nhận bởi năng lực diễn xuất xuất sắc và anh thành công ở nhiều lĩnh vực khác nhau từ quảng cáo, phim truyền hình, điện ảnh đến sân khấu nhạc kịch.

## Sự nghiệp
Song Chang-eui đã bắt đầu sự nghiệp diễn xuất của anh ấy trong 2002's Blue Saigon. Anh ấy được biết đến nhờ vai diễn người chơi nhạc rock chuyển giới trong vở diễn Hedwig and the Angry Inch, anh ấy cũng diễn trong vở kịch được dụng theo bộ phim Hollywood mang tên The Graduate, và trong vở nhạc kịch lãng mạn 200 Pounds Beauty với Bada, vở nhạc kịch dựa trên The Sorrows of Young Werther, vở nhạc kịch của Đức nổi tiếng Elisabeth cùng với Ock Joo-hyun, và Gwanghwamun Younga (younga là từ tiếng Hàn nghĩa là bản tình ca) tham gia vào bài hit của soạn giả Lee Young-hoon.
Sau khi tham gia diễn xuất một số vai nhỏ vào năm 2005, anh đã vụt sáng lên thành ngôi sao vào năm 2007 nhờ đóng phim Cô dâu vàng, một bộ phim truyền hình kể về một cuộc hôn nhân giữa một người đàn ông Hàn Quốc và cô gái Việt Nam (do diễn viên Lee Young-ah đóng). Anh tiếp tục đóng vai chính trong các bộ phim The Scales of Providence, Once Upon a Time in Seoul. Sau đó, là phim Boys Don't Cry ở Hàn Quốc, kể về hai người bạn mồ côi (do anh và Lee Wan đóng) dính vào xã hội đen để thoát khỏi cái nghèo. Anh đã phải giảm 7 kilograms (khoảng 15.4 pounds) để giữ vai diễn của mình.Vào năm 2009, anh được chọn để đóng vai Kwon Sang-woo trong Cinderella Man,  Prince and the Pauper  một câu chuyện xoay quanh giới bán hàng thời trang, nhưng đáng tiếc bộ phim đạt tỉ lệ người xem thấp.
Vào năm 2010, biên kịch phim truyền hinh Kim Soo-hyun, đã viết kịch bản phim truyền hình cuối tuần Cuộc sống tuyệt vời, một bộ phim đã trở nên đáng nhớ và có thể gây tranh cãi vì miêu tả mối quan hệ tình yêu giữa hai người đàn ông đồng tính, đây là lần đầu tiên một bộ phim Hàn Quốc được chiếu rộng rãi vào khung giờ vàng làm điều này. Bộ phim đạt tỉ lệ người xem trung bình là 20%, và anh đã nhận được nhiều lời khen ngợi từ hình ảnh một vị bác sĩ nội khoa dịu dàng, tốt bụng, người mà sau này sẽ công khai mình là gay và tình yêu với nhân vật đã ly hôn của Lee Sang-woo.
Anh và Seo Ji-hye đóng vai một cặp vợ chồng trong vở nhạc kịch xưa mang tên A Lone Tree (tựa đề trong tiếng Hàn là Tree that Sleeps Standing nói về hình tượng một người khao khát được ở bên cạnh và giúp đỡ cho người mình yêu, sau đó anh có một vai diễn trong
A Reason to Live, một bộ phim chiêm niệm về sự đau khổ và sự tha thứ cùng với Song Hye-kyo.
Anh quay trở lại đóng phim truyền hình vào năm 2011 với phim Heartstrings (tên khác là You've Fallen for Me). Bộ phim được đồng sản xuất bởi Seoul Institute of the Arts, chỗ cho mượn khuôn viên nhà trường để diễn. Anh tốt nghiệp từ một đại học chyên về nghệ thuật, nên anh bảo rằng phòng học, thư viện, và không khí ở đây làm anh hoài niệm. Anh và bạn diễn Park Shin-hye trước đó đã từng làm việc cùng nhau, cùng lồng tiếng cho phim hoạt hình Green Days: Dinosaur and I.
Vào năm 2012, anh tham gia hai loạt phim: Syndrome, phim về đề tài y học, và phim lịch sử The Great Seer. Kim Soo-hyun vào năm 2013, lại chọn anh đóng phim Thrice Married Woman.
Vào năm 2014, anh đóng trong phim police procedural Dr. Frost, dựa trên truyện cùng tên ở trên mạng. Sau đó anh đóng vai một người cha góa vợ với một đứa con ngỗ nghịch trong phim Make a Woman Cry (năm 2015).

## Đời tư
Song Chang-eui là một nghệ sĩ kín tiếng, ít khi chia sẻ chuyện đời tư.
Trước đây trong tập 31 của chương trình Family Outing (được quay tại làng Ihmegol, Nonsan, tỉnh Chungcheong ngày 19 tháng 1 năm 2009) anh có chia sẻ với Lee Hyori và Lee Chun-hee rằng anh thích mẵu phụ nữ dịu dàng và nấu ăn giỏi, vì anh phải sống một mình nên anh nấu ăn khá là ngon.
Ngày 01/7/2016, Song Chang-eui viết:"Gửi các fan thân yêu của tôi, tôi sẽ kết hôn. Tôi sẽ bắt đầu một cuộc sống thứ 2 với một người yêu quý, người đã cùng tôi chia sẻ buồn vui, đau khổ, lo âu. Các bạn, những người luôn yêu thương và ủng hộ cho tôi suốt thời gian qua, tôi sẽ chăm chỉ tiếp tục cố gắng và luôn như thế trong tương lai".
Anh kết hôn với một phụ nữ không phải là nghệ sĩ vào ngày 5 tháng 9 năm 2016. Anh quen biết vợ mình nhờ một người quen giới thiệu, họ quen nhau khoảng 1 năm rưỡi rồi mới cưới nhau.
Đám cưới diễn ra trong ầm thầm, lặng lẻ tại Samseong-dong với khách mời là họ hàng, bạn bè thân thiết, anh chỉ mời hai đồng nghiệp của mình là hai diễn viên hát nhạc kịch Lee Jung Hwa và Kang Young Seok để hát mừng cho lễ cưới của mình.
Chỉ có một bức ảnh duy nhất chụp lại khoảnh khắc anh và cô dâu sánh bước bên nhau, mỉm cười hạnh phúc trên lễ đường, bức ảnh do công ty tổ chức tiệc cưới của họ đăng lên Instagram.

## Tham gia diễn xuất

### Phim truyền hình
| Năm  | Tựa phim                           | Vai diễn                     | Đài truyền hình |
| ---- | ---------------------------------- | ---------------------------- | --------------- |
| 2005 | Rainy Day on the Tenth             | Yoon-seok                    | MBC             |
| 2005 | Wedding                            | Yoon Hyung-chul              | KBS2            |
| 2005 | The Youth in Barefoot              | Hwang Joon-hyuk              | MBC             |
| 2005 | Drama City "My Sweet Bloody Lover" | Jin-woo                      | KBS2            |
| 2006 | The 101st Proposal                 | Seo Hyun-joon                | SBS             |
| 2007 | Cô dâu vàng                        | Kang Jun-woo                 | SBS             |
| 2007 | Lee San                            | Jeong Yak-yong               | MBC             |
| 2008 | On Air                             | chính anh ấy (cameo, tập 11) | SBS             |
| 2008 | The Scales of Providence           | Jang Joon-ha                 | SBS             |
| 2009 | Cinderella Man                     | Lee Jae-min                  | MBC             |
| 2010 | Cuộc sống tuyệt vời                | Yang Tae-sub                 | SBS             |
| 2011 | Heartstrings                       | Kim Suk-hyun                 | MBC             |
| 2011 | Lời hứa ngàn ngày                  | Noh Young-soo                | SBS             |
| 2012 | Syndrome                           | Cha Yeo-wook                 | jTBC            |
| 2012 | The Great Seer                     | Lee Jung-geun                | SBS             |
| 2013 | Thrice Married Woman               | Jung Tae-won                 | SBS             |
| 2014 | Dr. Frost                          | Baek Nam-bong                | OCN             |
| 2015 | Make a Woman Cry                   | Jin-woo                      | MBC             |
| 2017 | Bí mật của chồng tôi               | Han Ji-seob / Kang Jae-wook  | KBS2            |
| 2018 | Mật mã trốn tìm                    | Cha Eun-hyuk                 | MBC             |

### Phim điện ảnh
| Năm  | Tựa phim                              | Vai diễn                   |
| ---- | ------------------------------------- | -------------------------- |
| 2002 | Emergency Act 19                      | Tư vấn viên 2              |
| 2005 | My Girl and I                         | Park Jong-goo              |
| 2007 | Pacchigi! Love & Peace                | Jin-sung                   |
| 2008 | Once Upon a Time in Seoul             | Tae-ho                     |
| 2010 | A Lone Tree                           | Jung Gu-sang               |
| 2011 | Green Days: Dinosaur and I (animated) | Kim Cheol-soo (lồng tiếng) |
| 2011 | A Reason to Live                      | Ji-suk                     |
| 2020 | Beyond That Mountain                  | Kim Ik-hyun                |
| 2021 | The Searcher                          | Kang Sung-gu               |

## Nhạc kịch
| Năm  | Tựa phim                                     | Vai diễn          |
| ---- | -------------------------------------------- | ----------------- |
| 2002 | Blue Saigon                                  |                   |
| 2002 | The Play                                     |                   |
| 2003 | Songsan Yahwa                                |                   |
| 2003 | Jesus Christ Superstar                       | Jesus Christ      |
| 2004 | The Play X                                   |                   |
| 2004 | Singin' in the Rain                          | Don Lockwood      |
| 2004 | Funky Funky                                  |                   |
| 2006 | Hedwig and the Angry Inch                    | Hedwig            |
| 2007 | The Graduate                                 | Benjamin Braddock |
| 2008 | 200 Pounds Beauty                            | Han Sang-jun      |
| 2009 | Hedwig and the Angry Inch                    | Hedwig            |
| 2010 | Turandot                                     |                   |
| 2010 | The Sorrows of Young Werther                 | Werther           |
| 2011 | Gwanghwamun Love Song                        | Sang-hoon         |
| 2012 | Elisabeth                                    | Death             |
| 2012 | Gwanghwamun Love Song                        | Sang-hoon         |
| 2013 | Joseph and the Amazing Technicolor Dreamcoat | Joseph            |
| 2013 | Hedwig and the Angry Inch                    | Hedwig            |
| 2014 | Blood Brothers                               | Mickey            |
| 2015 | Rebecca                                      | Maxim de Winter   |
| 2016 | Mata Hari                                    | Ji-suk            |
| 2019 | I Loved You                                  | Lee Joon-hyuk     |

## Danh sách đĩa hát
| Thông tin Album                                                                             | Track listing |
| ------------------------------------------------------------------------------------------- | ------------- |
| I Love You - Cô dâu vàng OST - Single - Released: ngày 7 tháng 1 năm 2008                   | Track listing |
| Love 101 - EP - Released: ngày 28 tháng 3 năm 2008                                          | Track listing |
| 우주에서 - Track 15 from Green Days: Dinosaur and I OST - Released: ngày 3 tháng 6 năm 2011 | Track listing |

## Giải thưởng và đề cử
| Năm  | Giải thưởng                         | Hạng mục                                                 | Phim đề cử                                       | Kết quả    |
| ---- | ----------------------------------- | -------------------------------------------------------- | ------------------------------------------------ | ---------- |
| 2007 | SBS Drama Awards                    | Top 10 Ngôi sao                                          | Cô dâu vàng                                      | Thắng giải |
| 2007 | SBS Drama Awards                    | Diễn viên phim truyền hình xuất sắc nhất                 | Cô dâu vàng                                      | Đề cử      |
| 2008 | 44th Baeksang Arts Awards           | Diễn viên mới giỏi nhất (TV)                             | Cô dâu vàng                                      | Thắng giải |
| 2008 | SBS Drama Awards                    | Diễn viên phim truyền hình xuất sắc nhất                 | The Scales of Providence                         | Đề cử      |
| 2009 | 45th Baeksang Arts Awards           | Diễn viên mới giỏi nhất (điện ảnh)                       | Once Upon a Time in Seoul                        | Đề cử      |
| 2009 | 17th Chunsa Film Art Awards         | Diễn viên mới giỏi nhất                                  | Once Upon a Time in Seoul                        | Thắng giải |
| 2009 | 46th Grand Bell Awards              | Diễn viên mới giỏi nhất                                  | Once Upon a Time in Seoul                        | Đề cử      |
| 2009 | 30th Blue Dragon Film Awards        | Diễn viên mới giỏi nhất                                  | Once Upon a Time in Seoul                        | Đề cử      |
| 2010 | 26th Korea Best Dresser Swan Awards | Ăn mặc đẹp nhất                                          | N/A                                              | Thắng giải |
| 2010 | SBS Drama Awards                    | Diễn viên phim cuối tuần xuất sắc nhất                   | Life Is Beautiful                                | Thắng giải |
| 2011 | 6th Asia Model Festival Awards      | Giải ngôi sao BBF                                        | N/A                                              | Thắng giải |
| 2012 | SBS Drama Awards                    | Diễn viên phim truyền hình xuất sắc nhất                 | The Great Seer                                   | Đề cử      |
| 2014 | SBS Drama Awards                    | Diễn viên phim truyền hình xuất sắc nhất                 | Thrice Married Woman                             | Thắng giải |
| 2015 | 4th APAN Star Awards                | Diễn viên phim truyền hình xuất sắc nhất                 | Make a Woman Cry                                 | Đề cử      |
| 2015 | MBC Drama Awards                    | Top Excellence Award, Actor in a Serial Drama            | Make a Woman Cry                                 | Thắng giải |
| 2017 | KBS Drama Awards                    | Excellence Award, Actor in a Serial Drama                | The Secret of My Love                            | Thắng giải |
| 2018 | 6th APAN Star Awards                | Excellence Award, Actor in a Serial Drama                | The Secret of My Love                            | Đề cử      |
| 2018 | MBC Drama Awards                    | Top Excellence Award, Actor in a Weekend Special Project | Mật mã trốn tìm                                  | Đề cử      |
| 2020 | 14th SBS Entertainment Awards       | Best Teamwork Award                                      | Same Bed, Different Dreams 2: You Are My Destiny | Thắng giải |